# James Ross Island

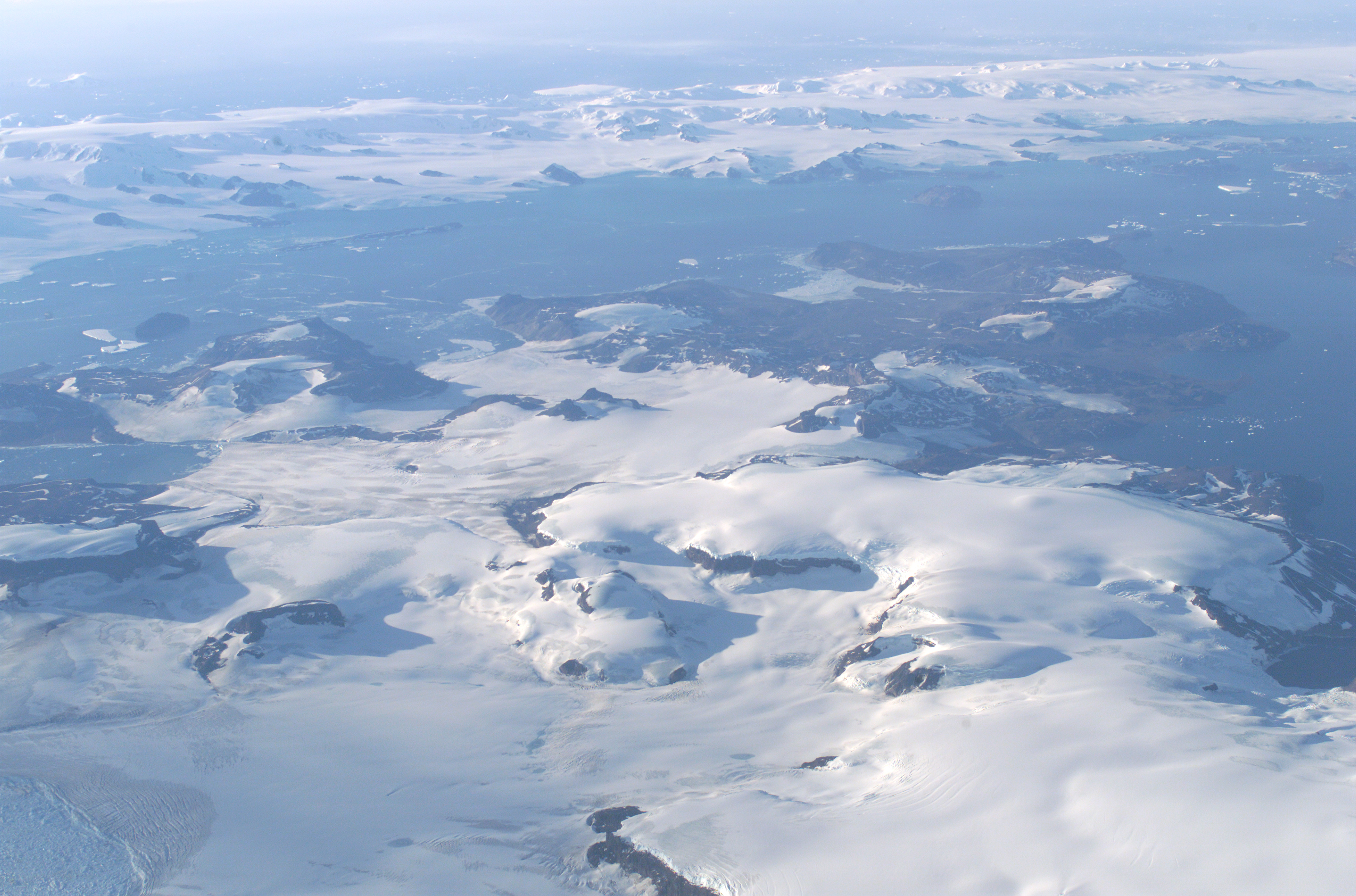
James Ross Island

James Ross Island är en stor ö öster om Trinityhalvön, som är den norra delen av den Antarktiska halvön. Prince Gustav Channel separerar ön från fastlandet. Ön sträcker sig 65 kilometer i nord-sydlig riktning, och är 2598 km2 stor. Dess högsta punkt, Mount Haddington, befinner sig 1640 m ö.h.
Ön blev kartlagd i november 1903 av den första svenska Antarktisexpeditionen 1901-1903 under ledning av  Otto Nordenskjöld. Han namngav ön efter James Clark Ross, som ledde en brittisk expedition till Antarktis 1842.  Fram till 1995 förband shelfis ön med fastlandet, men sedan den kollapsat är Prince Gustav Channel färdbar.
Den tjeckiska forskningsstationen Mendel ligger på James Ross Island. Det första fyndet av dinosaurier gjordes på ön 1986.